# Neheszi (fáraó)
Neheszi (uralkodói nevén Aaszehré) ókori egyiptomi uralkodó volt a második átmeneti korban; a legtöbb tudós szerint a XIV. dinasztiához tartozott, és annak második vagy hatodik uralkodója volt. Rövid ideig uralkodott i. e. 1705 körül; Avariszból kormányozta a Nílus-delta keleti és talán a nyugati részét is. Újabb bizonyítékok alapján lehetséges, hogy létezett egy másik személy is ezen a néven, egy hükszosz uralkodó fia, aki kicsivel később, a XV. dinasztia végén, i. e. 1580 körül élt. Lehetséges, hogy a torinói királylistán említett, a XIV. dinasztiára datált Neheszinek tulajdonított leletek némelyike valójában ezé a hükszosz hercegé.

## Családja
A második átmeneti korról írt áttekintésében Kim Ryholt felvetette, hogy Neheszi talán Sesi fia és közvetlen örököse lehetett Tati nevű királynéjától. Darrell Baker, aki osztja Ryholt véleményét, felveti, hogy Tati núbiai eredetű lehetett, innen származik Neheszi neve, ami núbiait jelent. Mivel a XIV. dinasztiát kánaáni eredetűnek tartják, Neheszi részben kánaáni származású is lehetett.
Négy szkarabeusz, melyek közül egy a núbiai Szemnából került elő, három pedig ismeretlen lelőhelyről, azt mutatja, Neheszi ideiglenesen társuralkodó volt apja mellett. Egy további szkarabeusz „a király fia”, huszonkét szkarabeusz pedig „a király legidősebb fia” cím kíséretében említi, ez alapján Ryholt és Baker feltételezi, hogy Neheszi bátyja, Ikpu halála után lett trónörökös.
Manfred Bietak és Jürgen von Beckerath szerint Neheszi a XIV. dinasztia második uralkodója volt. Bietak emellett felveti, hogy apja egyiptomi katona vagy hivatalnok lehetett, aki független királyságot hozott létre a Nílus-delta keleti részén Avarisz központtal, a XIII. dinasztia rovására.

## Említései

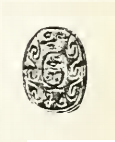
Neheszi egy szkarabeusza, ma a Petrie Múzeumban

Annak ellenére, hogy nagyon rövid ideig, talán csak egy évig uralkodott, Neheszi a dinasztia legjobban dokumentált fáraója. A torinói királylista legújabb, Kim Ryholt-féle olvasata szerint Neheszi neve a 9. oszlop első sorában szerepel (Gardiner számozása szerint a 8. oszlop első sorában), és a dinasztia első olyan uralkodója, akinek nevét ez a papirusz megőrizte.
Neheszinek számos korabeli említése is fennmaradt, főleg szkarabeuszokon. Ezek mellett egy töredékes obeliszk is fennmaradt nevével Raahu Széth-templomából; neve ezen „a király legidősebb fia” felirattal szerepel. Egy ülőszobor, melyet Merenptah később kisajátított, eredetileg szintén Neheszié lehetett. Felirata: „Széth, Avarisz ura”, és Leontopoliszból (Tell el-Mukdam) került elő.
Neheszit két relieftöredék is említi, melyeket Tell el-Dab'ában találtak az 1980-as évek közepén, valamint két sztélé Tell-Habuwából (az ókori Tjaruból): az egyiken Neheszi személyneve, a másikon uralkodói neve, az Aaszehré szerepel. Ezeknek köszönhetően tudjuk, hogy Neheszi és a korábban hükszosz uralkodónak tartott Aaszehré ugyanaz a személy.
2005-ben egy további sztéléje is előkerült Tjaru erődvárosból, amely egykor a Hórusz-út (az Egyiptomból Kánaán felé vezető fő útvonal) kiindulópontja volt. A sztélén „a király fia, Neheszi” olajat áldoz Banebdzsedet istennek. Említik mellette „a király nővére, Tani” nevét is. Egy ugyanilyen névvel és címmel rendelkező nő más forrásokból is ismert, Apepi hükszosz király idejéből, aki a második átmeneti kor végén, i. e. 1580 körül uralkodott. A Neheszi szkarabeuszait tanulmányozó Daphna Ben-Tor arra a következtetésre jutott, hogy „a király fia, Neheszi” nevét viselőek stílusban eltérnek a Neheszit királyként említőktől. Ez alapján felmerült benne, hogy Neheszi herceg talán más személy, mint az azonos nevű uralkodó. Ez azt jelentené, hogy létezett ugyan egy Neheszi nevű király a XIV. dinasztia elején, de némelyik, korábban neki tulajdonított lelet valójában egy hükszosz herceget említ.

## Uralkodása
Manfred Bietak szerint Neheszi független királysága a XIII. dinasztia korának vége felé, i. e. 1710 körül vagy nem sokkal utána jött létre, az egyiptomi központi államnak ebben az időben zajló lassú szétesésének eredményeként. Ezután egy uralkodó hatalma sem terjedt ki Egyiptom egészére jó másfél évszázadon át, egészen addig, amíg I. Jahmesz el nem foglalta Avariszt és újra nem egyesítette az országot. Ryholt ezzel szemben úgy tartja, hogy a XIV. dinasztia száz évvel Neheszi uralkodása alatt jött létre, i. e. 1805 körül, még Szobeknoferuré uralkodása alatt. Mivel a XIII. dinasztia egyenes folytatása a XII. dinasztiának, Ryholt a XIV. dinasztia létrejöttét tartja a választóvonalnak a két dinasztia között az egyiptomi hagyományban.
Neheszi területe valószínűleg a Delta keleti felére terjedt ki, Tell el-Mukdamtól Tell el-Habuáig, mert neve ezeken a helyeken fordul elő, de a korábbi építmények kisajátításának és alapanyagként felhasználásának általánosan elterjedt szokása bonyolulttá teszi ennek megállapítását. Tekintve, hogy az egyedüli leletek, melyek teljes bizonyossággal onnan kerültek elő, ahol eredetileg álltak, csak a Tell el-Habua és Tell el-Dab'a közti területről származnak, Neheszi királysága ennél sokkal kisebb is lehetett
Neheszi halála után a dinasztia rövid ideig uralkodó, kevéssé ismert királyokból állt, akik tovább uralkodtak Alsó-Egyiptom fölött i. e. 1650-ig, mikor a hükszosz XV. dinasztia meghódította a Delta vidékét. Neheszire, úgy tűnik, halála után még sokáig emlékeztek, mert a Delta keleti részén számos hely viselt olyan neveket, mint a „Paneheszi háza” és „az ázsiai Paneheszi helye”; a Paneheszi a név későbbi változata.

## Fordítás
- Ez a szócikk részben vagy egészben  a   Nehesy című angol Wikipédia-szócikk ezen változatának fordításán alapul.  Az eredeti cikk szerkesztőit annak laptörténete sorolja fel. Ez a jelzés csupán a megfogalmazás eredetét és a szerzői jogokat jelzi, nem szolgál a cikkben szereplő információk forrásmegjelöléseként.